# Max Valentin
Max Valentin (* 14. Juli 1875 in Fürstenwalde/Spree; † 5. Mai 1931 in Berlin) war ein deutscher Bildhauer.

## Leben und Wirken
Valentin studierte an der Berliner Kunstakademie unter Ludwig Manzel (1894–1908 als Schüler und Mitarbeiter). Danach wirkte er freischaffend als Bildhauer in Charlottenburg. Von 1904 bis 1918 war er mit seinen Objekten regelmäßig auf der Großen Berliner Kunstausstellung vertreten. Überwiegend schuf er Kleinplastiken, die zum Teil stark vom Jugendstil beeinflusst sind. Einige von Valentins Werken wurden auch von der Wiener Manufaktur Friedrich Goldscheider ausgeführt. Seine letzte Ruhestätte fand er auf dem Südwestkirchhof Stahnsdorf.

## Werk (unvollständig)
- Amazone (Bronze)
- Auf einem Amboss sitzender Schmied (Bronze)
- Badende (Bronze)
- Des Sängers Fluch (Bronze)
- Frauenskulptur [Büste unbekleidet, Rock in klassischem Faltenwurf] (Alabaster)
- Goethe auf den Trümmern Roms (Bronze)
- Kaminuhr mit jungem Liebespaar (Alabaster)
- Liegender Windhund (Rosenthal-Porzellanplastik)
- Löwenbraut [Cybele oder Una und der Löwe] (Bronze)
- Neckerei [Sitzender Akt mit Engel] (Bronze)
- Rüstender Krieger (Bronze)
- Sitzende Lautenspielerin (Bronze)
- Tanzendes Mädchen in langem Kleid (Keramik)
- Trauriger Pierrot (Rosenthal-Porzellanplastik)